# Cascades de Polischellu
Les cascades de Polischellu sont des chutes d'eau en Corse-du-Sud, entre le col de Larone et le col de Bavella.

## Environnement
Ce site fait partie des paysages de grande qualité, évoquant un environnement bien préservés. La Corse est connue pour son nombre élevé d'espèces endémiques d'invertébrés d'eau douce, l'un des plus élevés d'Europe, surtout dans les torrents de montagne ; et l'une des six nouvelles espèces de diptères (Empididae, Clinocerinae) découvertes en Corse en 1992-93 a été trouvé dans ce cours d'eau (le Polischellu). 